# RFC Athois
RFC Athois was een Belgische voetbalclub uit Aat. De club was bij de KBVB aangesloten met stamnummer 67. De club was een van de oudere clubs van het land en speelde in haar bestaan enkele seizoenen in de nationale reeksen. In 2003 verdween de club.

## Geschiedenis
De club werd opgericht rond de Eerste Wereldoorlog en sloot zich aan bij de Belgische Voetbalbond. Athois FC trad aan in de regionale reeksen, waar men de volgende decennia bleef spelen.
In 1951 werd de club koninklijk en werd de naam RFC Athois. In 1952 werd in het Belgisch voetbal een nationale Vierde Klasse ingevoerd en dat jaar bereikte Athois voor het eerst de nationale reeksen. Het eerste seizoen eindigde men makkelijk in de middenmoot, maar het tweede seizoen strandde men als laatste van zijn reeks. Na twee jaar verdween de club zo in 1954 weer naar de provinciale reeksen. RFC Athois bleef de volgende decennia in de provinciale reeksen spelen.
In de jaren 90 kende de club weer een goede periode. In 1994 bereikte RFC Athois na 40 jaar nog eens de nationale reeksen. De terugkeer was echter van korte duur. Athois eindigde op twee na laatste en zakte na dat ene seizoen terug naar Eerste Provinciale. Daar bleef de club strijden voor een terugkeer op het nationale niveau en dankzij een titel promoveerde men in 1997 nog eens naar Vierde Klasse. Ditmaal kon men zich iets langer handhaven, maar een afgetekende voorlaatste plaats in 1999 betekende na twee seizoen alweer de degradatie.
Weer bleef Athois bij de beteren in de Henegouwse Eerste Provinciale en een titel in 2002 leverde nogmaals promotie op naar Vierde Klasse. Men wist er zich in 2002/03 te handhaven in de middenmoot, maar dat seizoen zou het laatste seizoen van de club zijn.
Na het seizoen staakte RFC Athois immers de activiteiten en het oude stamnummer 67 verdween definitief. Al meteen richtte men een nieuwe club op, FC Ath Sport, dat zich bij de KBVB aansloot met stamnummer 9435. Deze nieuwe club ging van start in de laagste provinciale reeksen. Al gauw besloot die nieuwe club samen te werken met een andere club uit de stad, RJS Ath-Maffle, bij de Voetbalbond aangesloten met stamnummer 2899 en eveneens actief in de provinciale reeksen en zo ontstond in 2004 fusieclub Géants Athois, dat onder stamnummer 2899 verder speelde. Stamnummer 9435 van het jonge FC Ath Sport verdween weer. Een paar jaar na het verdwijnen van RFC Athois zou Géants Athois zo voortaan de eerste club van de stad zijn en in 2009, een half decennium na het verdwijnen van het oude RFC Athois bereikte ook Géants Athois de nationale reeksen.

## Resultaten
| Provinciaal voetbal tot en met 1952 |  |  |  |    |   |                   |    |  |
| 1952/53                             |  |  |  | 7  |   | Vierde klasse D   | 31 |  |
| 1953/54                             |  |  |  | 16 |   | Vierde klasse C   | 19 |  |
| Provinciaal voetbal tot en met 1994 |  |  |  |    |   |                   |    |  |
| 1994/95                             |  |  |  | 14 |   | Vierde klasse A   | 22 |  |
| 1995/96                             |  |  |  |    | ? | Eerste prov. Hen. | ?  |  |
| 1996/97                             |  |  |  |    | ? | Eerste prov. Hen. | ?  |  |
| 1997/98                             |  |  |  | 8  |   | Vierde klasse A   | 42 |  |
| 1998/99                             |  |  |  | 15 |   | Vierde klasse A   | 16 |  |
| 1999/00                             |  |  |  |    | ? | Eerste prov. Hen. | ?  |  |
| 2000/01                             |  |  |  |    | ? | Eerste prov. Hen. | ?  |  |
| 2001/02                             |  |  |  |    | ? | Eerste prov. Hen. | ?  |  |
| 2002/03                             |  |  |  | 11 |   | Vierde klasse A   | 38 |  |